# جيمس باتشيلور
جيمس باتشيلور (بالإنجليزية: James Batchelor)‏ (26 يوليو 1895 في المملكة المتحدة - 1951) هو لاعب كرة قدم بريطاني (وحمل سابقاً جنسية المملكة المتحدة لبريطانيا العظمى وأيرلندا) في مركز الهجوم. لعب مع نادي برينتفورد ونادي غيلينغهام وتشاثام تاون ‏.